# Day Watch
Série
Night Watch
(2004)
Pour plus de détails, voir Fiche technique et Distribution.
Day Watch (Дневной дозор (Dnevnoï dozor)) est un film russe réalisé par Timour Bekmambetov, sorti en 2006
C'est le deuxième film de la série commencée avec Night Watch (2004), adaptée du roman de fantasy urbaine de Sergueï Loukianenko Les Sentinelles de la nuit publié en 1998.

## Synopsis
A Moscou, la rivalité entre le Night Watch et le Day Watch continue.
Alors qu'Anton Gorodetsky tente de retrouver son fils, il se retrouve accusé du meurtre d'une Autre de l'Ombre.
Il est alors traqué par les Autres de l'Ombre et doit fuir et tenter de prouver son innocence.

## Fiche technique
- Titre original : Дневной  дозор (Dnevnoï dozor)
- Titre français : Day Watch
- Titre québécois : Les Gardiens du jour
- Réalisation : Timour Bekmambetov
- Scénario : Timour Bekmambetov, d'après un roman de Sergueï Loukianenko
- Musique : Iouri Poteïenko
- Production : Konstantin Ernst, Anatoli Maksimov
- Société de production : Bazelevs
- Budget : 4,2 millions USD[1]
- Pays d'origine : Russie
- Langue originale : russe
- Genre : action, fantastique
- Durée : 139 minutes
- Dates de sortie : 
  - Russie : 1er janvier 2006
  - Suisse : 4 juillet 2007 (Festival international du film fantastique de Neuchâtel 2007)
  - France : 23 janvier 2008

## Distribution
- Constantin Khabenski (VF : Philippe Vincent) : Anton Gorodetski
- Maria Porochina (VF : Françoise Cadol) : Svetlana
- Galina Tiounina (VF : Diane Valsonne) : Olga
- Vladimir Menchov (VF : Michel Fortin) : Gueser, le chef des Night Watch
- Viktor Verjbitski (VF : Bernard Tiphaine) : Zavulon, le chef des Day Watch
- Dmitri Martinov (VF : Alexis Tomassian) : Yegor
- Alexeï Tchadov (VF : Bernard Gabay) : Kostya
- Zhanna Friske (VF : Catherine Le Hénan) : Alisa Donnikova
- Valery Zolotoukhine (VF : Jean Lescot) : le père de Kostya
- Iouri Koutsenko : Ignate
- Rimma Markova : Daria Schultz, la sorcière
- Maria Mironova : mère de Yegor
- Timour Bekmambetov : visible sur un panneau publicitaire (caméo)

Sources et légende : Version française (VF) sur Voxofilm

## Bande originale
- Gop! Gop! Gop!, interprété par Verka Serduchka

## Accueil

### Accueil critique
Il a reçu un accueil critique plutôt favorable, recueillant 64 % de critiques positives, avec une note moyenne de 5,9/10 et sur la base de 96 critiques collectées, sur le site agrégateur de critiques Rotten Tomatoes. Sur Metacritic, il obtient un score de 59/100 sur la base de 21 critiques collectées.

### Box-office
| Pays ou région | Box-office    | Date d'arrêt du box-office | Nombre de semaines |
| -------------- | ------------- | -------------------------- | ------------------ |
| Monde          | 38 862 000 $  | ...                        | ...                |
| France         | 4 430 entrées | ...                        | ...                |

## Analyse
Alors que les Sombres adoptent un style vestimentaire voyant et des voitures de luxe étrangères (Mazda RX8 pour Alissa, limousine américaine du Perroquet, Audi TT dans Night Watch), les Night Watches ont un style vestimentaire austère, voire désuet et utilisent des véhicules et produits typiquement russes, voire issus de l'histoire industrielle soviétique (camion Zil, automobile Volga, appareil photographique Zenit de Gueser). Ces objets ou véhicules jouent d'ailleurs souvent un rôle dans l'action. Cette caractéristique se retrouve dans le livre.[réf. nécessaire]

## Autour du film

### Produits dérivés
Day Watch a été adapté en jeu vidéo par Nival Interactive sous la forme d'un tactical RPG, sorti sur Windows en 2007.